# Hailo
Hailo fue una plataforma de tecnología británica  que unía a taxistas y pasajeros a través de su aplicación para móviles. Fundada en Londres en 2011, el servicio estaba disponible en 16 ciudades
En mayo de 2013, Hailo había llevado a cabo más de 3 millones de viajes gracias a 30.000 conductores registrados.
La aplicación estuvo disponible en el App Store y Google Play para dispositivos iOS y Android.
A finales de 2016 Hailo fue absorbido por Mytaxi, una compañía alemana perteneciente al grupo Daimler. La compañía resultante, que mantuvo la marca Mytaxi, está basada en Hamburgo.

## Historia
Hailo empezó a finales de 2010, tras una reunión entre tres taxistas y tres emprendedores londinienses, incluyendo a los cofundadores Jay Bregman, el CEO, Ron Zeghibe, su Presidente Ejecutivo, Caspar Woolley, Agente de Operaciones, y Russell Sala, Gary Jackson, y Terry Runham
En noviembre de 2011 Hailo fue lanzado oficialmente en Londres. Para finales de 2012 el servicio estaba disponible en Dublín, Boston, Toronto, y Chicago. Hailo también fue lanzado en América del Norte, pero hacia 2014 interrumpió sus servicios allí.
Hailo ha  recaudado unos 125.1 millones de dólares para su financiación. Obtuvo 3 millones en 2011, y otros 17 millones en capital de Serie A gracias a Accel Partners, en una ronda que incluyó a Atomico y Wellington Parners. Además, otros 30.6 millones fueron asegurados en diciembre de 2012 gracias a Union Square Ventures.  El grupo japonés KDDI y el magnate Sir Richard Branson también contribuyeron